# Intersubjektivität
Intersubjektivität (von lat. inter: zwischen und Subjekt: Person, Akteur usw.) drückt aus, dass ein komplexer Sachverhalt für mehrere Betrachter gleichermaßen erkennbar und nachvollziehbar sei: Man ist sich beispielsweise darüber einig, wie man etwas wahrnimmt, wie man es einordnet, oder was es bedeutet (z. B. „Fahrräder sind eine nützliche Erfindung“).
Der Begriff ist einerseits von der Subjektivität abgrenzbar: „Subjektiv“ nennt man, was nur dem einzelnen Individuum zugänglich ist und wofür auch keine Allgemeingültigkeit beansprucht wird. Typische Beispiele sind lediglich durch Introspektion zugängliche Sachverhalte oder Geschmacksurteile („Der Spinat schmeckt mir nicht“).
Andererseits wird Intersubjektivität aber auch von der Objektivität unterschieden: Objektive Fakten sind idealerweise beweisbar, und zwar unabhängig von Bedingungen, die mit einzelnen Betrachtern zusammenhängen. Typische Beispiele sind mathematische und logische Wahrheiten („1 + 1 = 2“, „Ein Gegenstand kann nicht gleichzeitig eine Eigenschaft haben und sie nicht haben“); nach einigen Positionen überhaupt alle Sachverhalte, die in der Außenwelt bestehen, die natürlichen Eigenschaften materieller Gegenstände betreffen, und die prinzipiell für jeden zweifelsfrei erkennbar sind.
Der Begriff Intersubjektivität wird jedoch in vielen Theorien unterschiedlich verwendet und präzisiert. Insbesondere spielt er eine Rolle, wenn betont werden soll, dass bestimmte Probleme nur dann angemessen behandelt werden, wenn Beziehungen zwischen Personen mit ihren jeweiligen Sichtweisen zugrunde gelegt werden. Derartige Positionen werden in den unterschiedlichsten Disziplinen vertreten, etwa im Bereich der Wissenschaftstheorie, der politischen Theorie, der Ethik oder der Diskurstheorie (z. B. in einer Konsenstheorie der Wahrheit). Intersubjektivität ist Gegenstand grundlegender Debatten in der Philosophie und den Sozialwissenschaften (etwa im Werturteilsstreit oder Positivismusstreit).

## Intersubjektivität als erkenntnis- und wissenschaftstheoretisches Kriterium
Eine verbreitete erkenntnistheoretische Klassifikation unterscheidet Sachverhalte danach, in welchem Ausmaß sie allgemein zugänglich sind, d. h. u. a. erkannt werden können oder Geltung erlangen können. Dabei können beispielsweise folgende Typen unterschieden werden:
- Sachverhalte, die prinzipiell nur aus der Perspektive der ersten Person erkennbar sind oder Geltung haben können. Hier könnte man etwa an Geschmacksurteile, also etwa ästhetische oder kulinarische Vorlieben denken, einige Theoretiker würden hier aber auch ethische Urteile einordnen. Auch introspektiv zugängliche Sachverhalte (z. B. Zahnschmerzen oder Gedanken) gehören zu dieser Gruppe.
- Sachverhalte, die zwar für mehrere Personen zugänglich sind, aber prinzipiell nur für Personen in bestimmten Kontexten und mit bestimmten Eigenschaften zugänglich sein können, so dass nur diese Personenkreise darin rational gerechtfertigt oder dazu rational genötigt sein können, die entsprechenden Urteile für wahr zu halten. Hier würden einige Theoretiker etwa religiöse oder auch ethische Wahrheitsansprüche verorten (siehe Subkultur).
- Sachverhalte, die prinzipiell jedem zugänglich sind. (Der Zusatz „prinzipiell“ fängt dabei jeweils Zusatzklauseln ein wie „… der sich hinreichend darum bemüht“ u. Ä.). Hier könnte man beispielsweise mathematische Wahrheiten und diskutablerweise überhaupt wissenschaftliche Fakten einordnen.

„Intersubjektivität“ könnte hier zumindest den beiden letzten Gruppen zukommen, nach engeren Verwendungsweisen vielleicht auch nur letzterer Gruppe. All diese Zuordnungen und Beispiele sind freilich umstritten. Zumindest aber macht ein derartiges Grobmodell deutlich, in welchem Sinne „Intersubjektivität“ etwa im Kontext wissenschaftstheoretischer Diskussionen als Gütekriterium wissenschaftlicher Erkenntnisse verwendet werden kann: die „harten“ Wissenschaften scheinen „intersubjektiv zugängliche“ Wahrheiten zu erfassen.
Zu der zweiten Gruppe können auch die von Ortega y Gasset betrachteten Begriffe des Brauches sowie der Gewohnheit und auch der Sprache gezählt werden. Alles sind Verhalten die wir tun, weil „man“ es so tut.
Vor allem von Seiten des sogenannten Behaviorismus wurde das Kriterium der Verifizierbarkeit durch empirische Wahrnehmung (direkt oder ggf. mittels bestimmter Hilfsmittel) vorgeschlagen. Nur derartige Sachverhalte können demnach für empirische Untersuchungen einschlägig oder überhaupt wahrheitsfähig sein. Dieses sogenannte Verifikationskriterium hat verschiedene Schwierigkeiten, etwa was die Abgrenzung von „empirisch“ zu „theoretisch“ betrifft. Als „theoretisch“ können dabei die Anwendung theoretischer Terme gelten, aber auch etwa bestimmte Maß- und Messkonventionen oder überhaupt Begriffsschemata. Was diesem Verifikationskriterium gehorcht, wäre offenbar auch intersubjektiv (für mehrere oder prinzipiell alle Personen) zugänglich.
Man kann allerdings, etwa um auf derartige Probleme behavioristischer Verifikationskriterien zu antworten, „Intersubjektivität“ auch schwächer verwenden. Dabei sind unterschiedliche Explikationen der Anwendungskriterien denkbar. Intuitiv würde man beispielsweise eine „intersubjektive Nachvollziehbarkeit“ für fundierter halten, je größer die Menge geteilter Überzeugungen, Vokabeln oder Beobachtungs- und Auswertungskonventionen ist. In diese Richtung gehen Vorschläge von Donald Davidson zu den Bedingungen von Kommunikation und Verstehen überhaupt.
Eine weitere Art, „Intersubjektivität“ in einem schwächeren Sinn als Kriterium für Wissenschaftlichkeit zu verwenden, besteht darin, dies nicht auf empirische Verifikation, sondern auf möglichen oder faktischen Konsens zu beziehen. Je nachdem, wie dies expliziert wird, werden derartige Vorschläge von verschiedenen Seiten kritisiert. Der Methodische Kulturalismus beispielsweise erachtet als unzureichend, wenn eine Aussage wissenschaftlich genannt werden könnte, weil sie allgemein Zustimmung fände. Wissenschaftlichkeit nämlich könne nicht von zufälligen Konsensen in Argumentationsgemeinschaften abhängen. Stattdessen spricht Peter Janich von „Transsubjektivität“. Damit meint er eine über jede Subjektivität hinausgehende Unabhängigkeit der Daten.

## Transsubjektivität
Die Transsubjektivität gilt als Basisidee der Philosophie im Zusammenhang mit der konstruktivistischen Idee der pragmatischen Begründung der Erlanger Schule. 
Das Moralprinzip der Transsubjektivität wurde Ende der 1960er Jahre von Paul Lorenzen und Jürgen Mittelstraß entwickelt. Es wurde der Versuch gemacht, „auf einer individual-ethischen Basis von Personen, die (private) Konflikte beraten, zu einem Vernunftprinzip zu kommen“. Das Prinzip der Transsubjektivität bedeutet, beim Argumentieren die eigene Subjektivität zur Disposition zu stellen. Der Terminus Transsubjektivität wurde von Lorenzen und Jürgen Mittelstraß eingeführt, um praktische Orientierungen in Abgrenzung zur bloßen wissenschaftlichen Intersubjektivität zu betonen. Der Gesprächspartner soll nicht lediglich als Mittel der eigenen subjektiven Zwecke betrachtet werden.
Eine Aussage gilt dann als transsubjektive Orientierung, wenn über sie in einem unter idealen Bedingungen stattfindenden Diskurs eine qualifizierte Übereinstimmung erzielt wurde. Dabei sollen folgende Diskursbedingungen gelten:
- Die Diskursteilnehmer lassen sämtliche Orientierungen prinzipiell in Frage stellen. (Unvoreingenommenheit)
- Die Diskursteilnehmer sind mit dem richtigen Gebrauch der Sprache, mit vorliegenden Erkenntnissen und Methoden vertraut. (Sachkunde)
- Die Diskursteilnehmer täuschen weder sich noch Andere. (Nicht-Persuasivität)
- Keine Sanktionen bestimmen das Reden. (Zwanglosigkeit)
- Verwendete Argumente sind verallgemeinerungsfähig. (Aufrichtigkeit)

## Intersubjektivität in der Ethik
Moralische Urteile divergieren unter einzelnen Personen und teils auch Kulturkreisen. Über sie sind Übereinstimmungen oft wesentlich schwerer zu erzielen als etwa bei Erfahrungsurteilen. Dies ist der Problemhintergrund metaethischer Diskussionen über die Realität moralischer Wahrheiten: Während moralische Realisten auf die eine oder andere Weise auf einer Wahrheit moralischer Urteile bestehen (siehe auch Naturrecht), die dann unterschiedlich erklärt wird, sprechen moralische Antirealisten aus unterschiedlichen Gründen und mit unterschiedlichen Erklärungen moralischen Urteilen Wahrheit schlicht ab und verstehen sie etwa als Ausdruck von Interessen oder Empfindungen; während metaethische Relativisten die Gültigkeit auf bestimmte Bedingungen relativieren, die ggf. nur von bestimmten Personenkreisen, Kontexten o. Ä. erfüllt werden. Setzte man voraus, dass nur wahr sein kann, was „objektiv“ epistemisch zugänglich ist, könnte man die Auffassung verteidigen, dass zwischen moralischem Realismus oder Antirealismus entscheidet, ob moralische Wahrheiten objektiv zugänglich sind.
Versteht man „intersubjektiv“ als Abschwächung von „objektiv“ und vertritt man, dass als wahr, gerechtfertigt oder gültig verstanden wird, was „intersubjektiv“ zugänglich ist, verkomplizieren sich derartige Probleme. Bis auf Widerruf neigt ein solcher Ansatz zu relativistischen Positionen.
Debatten um diese Fragen bilden einen großen Teil der klassischen und zeitgenössischen metaethischen Literatur. Auch die Beurteilung klassischer ethischer Positionen und ihrer unterschiedlichen modernen Ausarbeitungen hinsichtlich ihrer Anwendung „intersubjektiver“ Kriterien ist exegetisch und systematisch umstritten. Beispielsweise könnte man sowohl in präferenzutilitaristischen, vertragstheoretischen wie diskursethischen und teils auch tugendethischen Positionen Elemente eines „intersubjektiven“ Ansatzes finden, den man dann aus verschiedenen Gründen verteidigen oder angreifen kann. Umgekehrt könnte man beispielsweise verschiedenen deontologischen Positionen eine stärker „objektive“ Fundierung zuschreiben und auch dies verteidigen oder angreifen.

## Intersubjektivität statt „Egozentrik“
Die unterschiedlichsten Theoretiker wenden sich entweder gegen eine Engführung auf „objektive“ Wahrheitsansprüche oder eine theoretische Erstrangigkeit und Unabhängigkeit „des Subjekts“ oder „des Ichs“ als zentraler Instanz für Erklärungen, Rechtfertigungen, ethische Tatsachen o. Ä. Bekannte Beispiele sind:
- diskursethische Theorien wie diejenige von Jürgen Habermas mit ihrer Betonung, dass ethische Normen gerechtfertigterweise nur gültig werden können über intersubjektive Verständigung über diese Normen und die Prinzipien des Diskurses über sie
- der hermeneutische und semantische Theorievorschlag von Donald Davidson mit seiner Betonung, dass nur intersubjektiv geteilte Überzeugungen, Begriffe usw. ermöglichen, Meinungen und Absichten zuzuschreiben und überhaupt sprachliche Äußerungen zu interpretieren und zu kommunizieren
- die Anthropologie und Verantwortungs- und Tugendethik von Alasdair MacIntyre mit ihrer Betonung, dass Menschen Tugenden, Verantwortung, Kompetenzen und Güter nur ausbilden bzw. erwerben, weil und nachdem sie ursprünglich und fortdauernd abhängig sind von anderen Personen

Derartige Theorien, für die „Intersubjektivität“ in einem bestimmten Sinne zentral ist, werden andererseits auch kritisiert. Beispielsweise begrüßen mehrere französische Philosophen, die in den 1960er bis 1990er Jahren populär wurden, die Überwindung einer Zentralstellung eines vereinzelten Subjekts, ihnen geht aber die Ausrichtung auf „Intersubjektivität“ nicht weit genug. Ein Beispiel für derartige Kritiken ist Emmanuel Levinas, demzufolge intersubjektive Beziehungen erst Ergebnis nachträglicher Abwägungen sind, denen aber eine ursprüngliche Verpflichtung gegenüber „dem Anderen“ vorausliege, was dann das Subjekt, das je ich bin, erst konstituiere und in Antwort auf diese Inpflichtnahme zu intersubjektiven „Beziehungen“ befähige.

## Intersubjektivität als Begriff der Soziologie
In der Soziologie meint Intersubjektivität, dass bestimmte Erfahrungen für mehrere Individuen vergleichbar sind. Diese Vergleichbarkeit ermöglicht es, dass Symbole oder Zeichen, wie zum Beispiel die Wörter einer Sprache, für verschiedene Individuen die gleiche (bzw. ähnliche) Bedeutung haben. Erst die Intersubjektivität macht also erfolgreiche Kommunikation möglich. Die Herstellung von Intersubjektivität kann unter verschiedenen Bedingungen problematisch sein. Gehören die Akteure beispielsweise unterschiedlichen sozialen Gruppen an, dann können aufgrund unterschiedlicher Erfahrungshintergründen denselben Zeichen oder Symbolen andere Bedeutungen zugewiesen werden.
In der Anwendung qualitativer Methoden ist das Konzept der Intersubjektivität von besonderer Bedeutung, da sie die Voraussetzung zum Verständnis von Bedeutungen in anderen (Sub-)Kulturen ist. In diesen Kulturen könnten Ereignissen oder Sachverhalten andere Bedeutungen zugewiesen werden, als in der Kultur der Forschenden. Es ist demnach entscheidend, einen gewissen Zugang zu dieser anderen Kultur zu haben, ihren Erfahrungs- und Interpretationshorizont zu teilen, um Ereignisse aus Sicht dieser Kultur zu verstehen. Erst wenn man mögliche Unterschiede in den Bedeutungen von Symbolen oder Zeichen beschreibt, werden die gewonnenen Erkenntnisse auch für Andere nachvollziehbar und können so diesem Kriterium der Objektivität entsprechen.
Für die phänomenologische Soziologie ist der intersubjektive Charakter der miteinander geteilten Lebens- und Arbeitswelt von zentraler Bedeutung. Er ermöglicht die Aneignung und Verbreitung von gemeinsam zugänglichen Wissensbeständen und Praktiken.

## Intersubjektivität in der Psychoanalyse
In der Psychoanalyse ist Intersubjektivität eine Konzeptualisierung der psychoanalytischen Beziehungssituation als dynamisches intersubjektives Feld, die sich seit 30 Jahren entwickelt. Sie wird auch als „intersubjektive Wende“ bezeichnet und ist in der modernen Psychoanalyse eine schulenübergreifende analytische Haltung, bei der die Beziehung zwischen Analytiker und Analysand (bzw. Patient) zwar als asymmetrisch definiert wird (weil die Verantwortung für den therapeutischen Prozess mehr beim Analytiker liegt), aber auch als wechselseitig. Somit ist der analytische Prozess weniger von Deutungen durch ein Subjekt (der „wissende“ Analytiker) gegenüber einem Objekt (der „unwissende“ Analysand / Patient) bestimmt, sondern bringt in der Begegnung zweier Subjekte ein intersubjektives Feld hervor, das gemeinsam analysiert wird.